# Isidro Gomá y Tomás

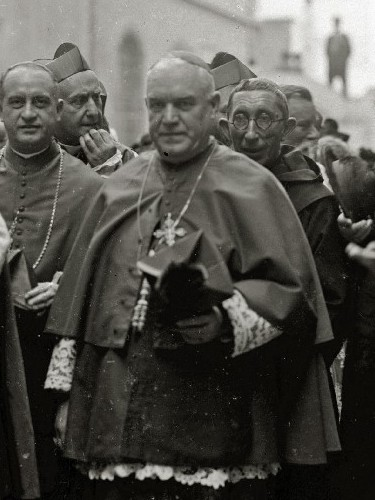
Bischof Isidro Gomá beim Eucharistischen Weltkongress in Karthago 1930

Kardinalswappen

Isidro Kardinal Gomá y Tomás (* 19. August 1869 in La Riba, Spanien; † 22. August 1940 in Toledo) war ein spanischer Theologe, Priester und Kirchenfunktionär. Er war unter anderem Erzbischof von Toledo und Primas von Spanien.

## Leben
Isidro Gomá y Tomás studierte in Tarragona und Valencia die Fächer Philosophie und Katholische Theologie. Er empfing am 8. Juni 1895 das Sakrament der Priesterweihe und arbeitete anschließend zwei Jahre lang als Gemeindepriester. Ab 1897 wirkte er in Tarragona in der Priesterausbildung. 1907 wurde er Kanoniker an der Kathedrale von Tarragona, 1908 Offizial der Erzdiözese.
1927 ernannte ihn Papst Pius XI. zum Bischof von Tarazona. Die Bischofsweihe empfing Isidro Gomá Tomás durch den Erzbischof von Tarragona, Francisco de Asís Kardinal Vidal y Barraquer, Mitkonsekratoren waren Valentín Comellas y Santamaría, Apostolischer Administrator von Solsona, und Manuel Irurita y Almandoz, Bischof von Lérida. Von Dezember 1927 bis Juni 1933 verwaltete Gomá gleichzeitig als Apostolischer Administrator das Bistum Tudela. Am 12. April 1933 ernannte ihn Papst Pius XI. zum Erzbischof von Toledo und nahm ihn am 16. Dezember 1935 als Kardinalpriester mit der Titelkirche San Pietro in Montorio in das Kardinalskollegium auf.
Während des Spanischen Bürgerkrieges unterstützte Gomá mit Nachdruck die franquistischen Putschgeneräle. Im Hirtenbrief vom 24. November 1936 beschrieb er den Bürgerkrieg als „Kampf der Zivilisationen“, wobei er in den Putschisten die „christliche Zivilisation“ verkörpert sah. Um für diesen Krieg zu werben, reiste er nach Rom, wo am 1. Juli 1937 ein 42-seitiger Kollektivbrief veröffentlicht wurde, der seinen Positionsbezug darlegte. Während der Bischof Marcelino Olaechea Loizaga von Pamplona, der zunächst einen „Kreuzzug“ gefordert hatte, am 15. November 1936 meinte, es sei nun genug Blut vergossen worden, vertrat Gomá eine andere Sichtweise, als er im Mai 1938 am Eucharistischen Kongress in Budapest sagte: „Der Krieg kann nicht mit einem Kompromiss enden, noch durch eine Regelung, und auch nicht durch eine Wiederversöhnung, es gibt keine Befriedung, außer die Befriedung durch die Waffen.“ Nach dem Krieg bot Gomá den Unterlegenen  evangelische Vergebung an, worauf einer seiner Hirtenbriefe zensuriert wurde. Das Nachkriegsspanien enttäuschte ihn, da das von ihm erwartete tiefe religiöse Erwachen sich nicht einstellte. Diktator Franco ließ am 15. April 1939 auch zur Versöhnung aufrufende Passagen in der päpstlichen Radioansprache zensurieren.
Er nahm auch am Konklave des Jahres 1939 teil. Isidro Kardinal Gomá y Tomás starb am 22. August 1940 in Toledo und wurde in der dortigen Kathedrale bestattet.